# Волнянка богатая
Волнянка богатая (лат. Cifuna locuples Walker, 1855) — вид бабочек из подсемейства волнянок (Lymantriinae), триба Orgyiini, распространённый в Восточной Азии.

## Ареал
Обитает на Дальнем Востоке России на юге Амурской области, в Еврейской АО, юге Хабаровского края на север до границы многопородных широколиственных лесов, в Приморском крае, на юге Сахалина. Указание на Шантарские острова современными материалами не подтвердилось. Также встречается в Японии (Хоккайдо, Хонсю, Сикоку, Кюсю), на Тайване, в Корее, Китае, Индии. На территории России, Северо-Восточного Китая, Кореи и Японии представлен подвидом Cifuna locuples confusa Bremer, 1861.

## Образ жизни
Обитает в широколиственных лесах и пойменных перелесках, рёлках, лугах. Лёт бабочек на территории России с начала или середины июля до начала августа и, редко, в начале сентября. Гусеницы — полифаги, питание отмечено на травянистых бобовых, а также на кустарниках — дейции (Deutzia), лещине (Corylus), шиповнике (Rosa).